# Incurviseta tasmaniensis
Incurviseta tasmaniensis är en tvåvingeart som beskrevs av Malloch 1927. Incurviseta tasmaniensis ingår i släktet Incurviseta och familjen lövflugor. Inga underarter finns listade i Catalogue of Life.